# Woden Valley
 (février 2023).
Si vous disposez d'ouvrages ou d'articles de référence ou si vous connaissez des sites web de qualité traitant du thème abordé ici, merci de compléter l'article en donnant les références utiles à sa vérifiabilité et en les liant à la section « Notes et références ».
Woden Valley est un arrondissement (district) de Canberra, la capitale de l'Australie. En 1964, il a été la première « ville satellite » à être construite, séparée du centre-ville de Canberra. 

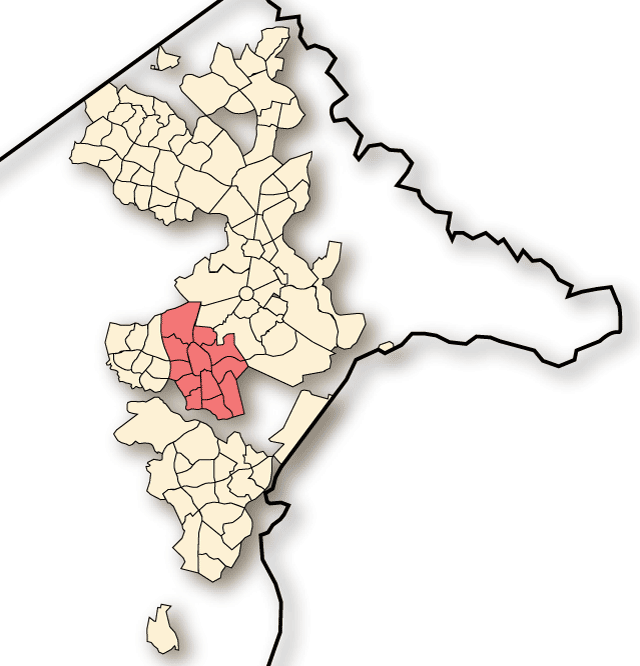
L'arrondissement de Woden Valley.

Il dispose de son propre centre commercial, de possibilités d'emploi et d'hébergement avec 13 quartiers organisés autour du centre de Woden Valley.